# انی دیلارد
انی دیلارد متولد سال ۱۹۴۵ در آمریکاست. خیلی زود و برای دومین کتابش، زائر نهر تینکر، جایزهٔ پولیتزر برد و به شهرت رسید. سبک او را ملهم و وامدارِ دیوید هنری ثورو، نویسندهٔ رمانتیک آمریکایی، و علی‌الخصوص شاهکار او، والدن، دانسته‌اند. بااین‌حال، دیلارد هیچ‌وقت تأثیرپذیری خودش از ثورو را تأیید نکرده‌است. دیلارد علاوه بر جستارنویسی، شعر و رمان نیز دارد و در کنار نویسندگی، ۲۱ سال در دپارتمان زبان انگلیسی دانشگاه وسلیان در کنتیکت تدریس کرده‌است.
دوران کودکی انی دیلارد که در خانواده‌ای نسبتاً ثروتمند در پیتسبورگ سپری شد، بن‌مایهٔ خودزندگی‌نامه‌ای به نام کودکیِ آمریکایی بوده‌است. او در این کتاب فرایند پیوند خوردنِ خود با جهان را از طریق مطالعهٔ جغرافیا، زمین‌شناسی و تاریخ طبیعی شرح می‌دهد و از تجربیاتِ اولیه‌اش در اندیشیدن به طبیعت سخن می‌گوید.
طبیعت بی‌تردید مهم‌ترین محور نوشته‌های دیلارد است. بااین‌حال، توصیف او از طبیعت بسیار شخصی است؛ و برخلاف نویسندگانی مثل ثورو که در نوشته‌های آن‌ها طبیعت در «بهترین حالت ممکن» و کامل‌ترین سطح از نظم و تقارن جلوه می‌کند، طبیعتِ دیلارد معمولاً طبیعتی نیمه‌تمام، ناقص، مبهم و گاهی بی‌رحم و ترسناک است. دیگر خصوصیت بارز نوشته‌های انی دیلارد، غیاب انسان‌ها و دنیای روابط اجتماعی است. گویی نوشته‌های او در جهانی نوشته می‌شوند که در آن جز خود او، هیچ انسانِ واقعیِ دیگری در آن وجود ندارد و هر چه هست، درختان و حیوانات و طبیعتِ بی‌جان است.
اصلی‌ترین مجموعه جستارهای انی دیلارد عبارتند از: زائر نهر تینکر (۱۹۷۴)، آموزش مکالمه به سنگ (۱۹۸۲)، زندگی با نوشتن و در حال حاضر (۱۹۹۹). رمان‌هایش راه زنده ماندن (۱۹۹۲) و خانوادهٔ مِیتری (۲۰۰۷) نام دارند. علاوه بر این‌ها چند مجموعهٔ شعر و یکی دو کتاب پراکندهٔ دیگر نیز منتشر کرده‌است. تا کنون کتاب هیچ چیز آن‌جا نیست (پنج جستار دربارهٔ صداهایی که از طبیعت نمی‌شنویم) از انی دیلارد در نشر اطراف چاپ و منتشر شده‌است.